# Helong
Helong léase Je-Lóng (en chino:和龙市, pinyin:Hélóng shì, lit: dragón He) es un municipio bajo la administración directa de la Prefectura autónoma de Yanbian. Se ubica en la provincia de Jilin , noreste de la República Popular China . Su área es de 5069 km² y su población total para 2010 fue cercana a los 200 mil habitantes.

## Administración
El municipio de Helong se divide en 20 pueblos que se administran en 4 subdistritos, 11 poblados y 5 villas.